# Accelerator (альбом)
Accelerator (англ.  «Ускоритель») — дебютный студийный альбом, выпущенный в 1991 году электронным дуэтом The Future Sound of London. Альбом выпущен преимущественно в танцевальном стиле, но в нём уже начало зарождаться уникальное звучание данного коллектива.

## История
Альбом Accelerator был выпущен в Великобритании, в 1991 году. После успеха сингла Papua New Guinea альбом был дополнительно переиздан в 1992 году. Из-за различных трудностей у звукозаписывающего лейбла, альбом не могли выпустить в США. Это исправили только в 1996 году, когда вышло переиздание.
Трек Papua New Guinea стал очень популярным в клубах Европы и США, кроме того он вошёл в саундтрек к фильму Параллельный мир (англ. Cool World).
Голос с трека Papua New Guinea принадлежит Лизе Джеррард из коллектива Dead Can Dance, трек Dawn of the Iconoclast. Кроме этого, в этом треке используются семплы таких коллективов, как Meat Beat Manifesto, Circuit, Bobby Byrd.

## Список композиций

### Издание 1991 года
1. «Expander» — 5:40
2. «Stolen Documents» — 5:12
3. «While Others Cry» — 5:27
4. «Calcium» — 5:22
5. «It’s Not My Problem» — 4:02
6. «Papua New Guinea» — 6:45
7. «Moscow» — 3:35
8. «1 in 8» — 4:36
9. «Pulse State» — 7:14
10. «Central Industrial» — 4:27

### Переиздание 1992 года
1. «Expander» — 5:40
2. «Stolen Documents» — 5:12
3. «While Others Cry» — 5:27
4. «Calcium» — 5:22
5. «It’s Not My Problem» — 4:02
6. «Papua New Guinea» — 6:45
7. «Moscow» — 3:35
8. «1 in 8» — 4:36
9. «Pulse State» — 7:14
10. «Central Industrial» — 4:27
11. «Expander (Remix)» — 4:51
12. «Moscow (Remix)» — 4:53

### Переиздание 1996 года
1. «Expander» — 5:40
2. «Stolen Documents» — 5:12
3. «While Others Cry» — 5:27
4. «Calcium» — 5:22
5. «It’s Not My Problem» — 4:02
6. «Papua New Guinea» — 6:45
7. «Moscow» — 3:35
8. «1 in 8» — 4:36
9. «Pulse State» — 7:14
10. «Central Industrial» — 4:27
11. «Expander (Remix)» — 4:51
12. «Moscow (Remix)» — 4:53
13. «Papua New Guinea (Graham Massey Mix)» — 3:45

### Бонус диск «Papua New Guinea Mix Anthology» 2001 года
1. «Papua New Guinea (Blue States Full Length Mix)» — 5:46
2. «Papua New Guinea (Mellow Magic Maze Mix)» — 5:28
3. «Papua New Guinea (Simian Mix)» — 3:43
4. «Papua New Guinea (Oil Funk Dub Mix)» — 5:08
5. «Papua New Guinea (Dub Child of Q Mix)» — 4:22
6. «Papua New Guinea (Hybrid Full Length Mix)» — 8:31
7. «Papua New Guinea (Satoshi Tomiie Main-Path)» — 10:42
8. «Papua New Guinea (Monsoon Mix)» — 4:49
9. «Papua New Guinea (Andrew Weatherall Full Length Mix)» — 11:37
10. «Papua New Guinea (Dub Mix)» — 1:20